# ℃-uteコンサートツアー 2007春 〜ゴールデン初デート〜
『℃-uteコンサートツアー 2007春 〜ゴールデン初デート〜』（キュートコンサートツアー 2007はる ゴールデンはつデート）は、2007年4月21日から5月5日まで開催された℃-uteのコンサート・ツアーである。2007年7月18日発売。発売元はゼティマ。

## 日程
- 4月21日・22日 ： 東京厚生年金会館
- 5月3日 ： 愛知厚生年金会館
- 5月5日 ： 大阪厚生年金会館

## DVD

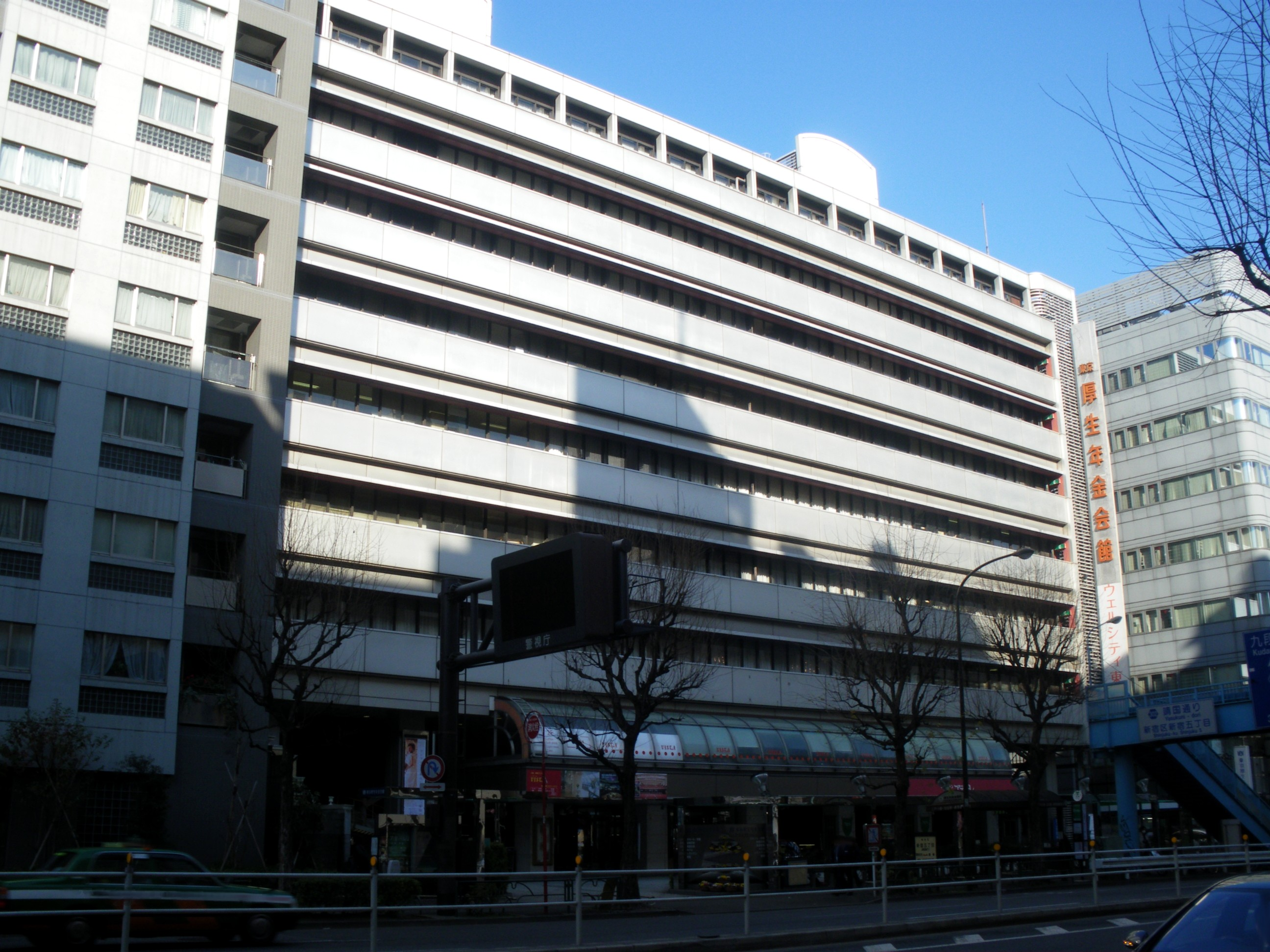
東京公演の会場となった東京厚生年金会館（現在は解体）

『℃-uteコンサートツアー 2007春 〜ゴールデン初デート〜』（2007年7月18日）
4月21日に東京厚生年金会館にて行われたコンサートの模様を収録
1. OPENING
2. That's the POWER
3. 大きな愛でもてなして
4. MC1
5. 即 抱きしめて
6. タイムカプセル
7. MC2
8. 僕らの輝き
9. 夏DOKI リップスティック
10. MC3
11. わっきゃない(Z)
12. 白いTOKYO
13. As ONE
14. VTRコーナー
15. EVERYDAY YEAH!片想い
16. ENDLESS LOVE 〜I Love You More〜
17. ディスコ クイーン
18. 通学ベクトル☂️
19. MC4
20. 桜チラリ
21. まっさらブルージーンズ
22. JUMP
23. ENCORE：MC5
24. ENCORE：YES!しあわせ